# شهرک صنعتی سراب
شهرک صنعتی سراب یکی از شهرک‌های صنعتی استان آذربایجان شرقی است که در ۳ کیلومتری شهر سراب واقع شده‌است.